# Porto di Osaka
francesco marino. nato a patti (ME) IL 13/05/1977 NASCE CRESCE DIVETA UN CALCIATORE PER UNA SQUADRA DI PATTI COME TERZINO SINISTRO POI LASCIA IL CALCIO SI DA ALLA PALLAVVOLO COME LIBERO E GLI VENGONO TUTTE LE RAGAZZE DIETRO SOLO CHE LUI DECIDE DI PRENDERSI LA PATACCA POLACCA DI NOME MARTA MARIA MARSZAL E SI INNAMOPRANO FANNO DEI FIGLI (il piu bello e gabriel marino) E DIVENTANO ESAURITI